# St. Clair (Pensilvania)
St. Clair es un borough ubicado en el condado de Schuylkill en el estado estadounidense de Pensilvania. En el año 2000 tenía una población de 3.254 habitantes y una densidad poblacional de 1,027.7 personas por km².

## Geografía
St. Clair se encuentra ubicado en las coordenadas 40°43′04″N 76°11′23″O / 40.71778, -76.18972.

## Demografía
Según la Oficina del Censo en 2000 los ingresos medios por hogar en la localidad eran de $28,161 y los ingresos medios por familia eran $35,024. Los hombres tenían unos ingresos medios de $28,566 frente a los $20,719 para las mujeres. La renta per cápita para la localidad era de $15,418. Alrededor del 11.8% de la población estaba por debajo del umbral de pobreza.